# Cugy FR
| FR ist das Kürzel für den Kanton Freiburg in der Schweiz. Es wird verwendet, um Verwechslungen mit anderen Einträgen des Namens Cugy zu vermeiden. |

Cugy (Freiburger Patois Kudjiⓘ) ist eine politische Gemeinde im Broyebezirk des Kantons Freiburg in der Schweiz. Am 1. Januar 2005 wurde die vorher selbständige Gemeinde Vesin nach Cugy eingemeindet.

## Geographie
Das Dorf Cugy liegt auf 475 m ü. M., 3,5 km westlich von Payerne (Luftlinie) in der freiburgischen Exklave von Estavayer-le-Lac. Es erstreckt sich leicht erhöht am Südwestrand der Broyeebene und am Fuss des Molassehügellandes zwischen dem Neuenburgersee und dem Broyetal im nordwestlichen Freiburger Mittelland.
Die Fläche des 9,9 km² grossen Gemeindegebiets umfasst einen Abschnitt des Hügellandes westlich der Broye und im Norden einen kleinen Teil der Broyeebene am Fluss Petite Glâne und bis zum Bach Ruisseau de l’Arignon. Die nördlichste Stelle der Gemeinde befindet sich bei der Autobahnauffahrt «Payerne» auf 449 m ü. M. Rund um Cugy liegen mehrere Hügel und dazwischen kleine Tälchen, Geländemulden und Plateaus. Die höchsten Anhöhen sind La Râpe (525 m ü. M.), Aléri (559 m ü. M.) und Bois des Invuardes (571 m ü. M.). Nach Südwesten reicht die Gemeindefläche über das Tal des Dorfbachs von Vesin, der früher Ruisseau de Grandvaux und auch Ruisseau du Moulin genannt wurde, bis auf die Höhe von Les Vuarnoz (600 m ü. M.) und auf den östlichen Hang des bewaldeten Hügels Bois d'Aumont, auf dem mit 651 m ü. M. der höchste Punkt von Cugy liegt.
Der Dorfbach von Cugy, der früher mitten durch die Ortschaft floss, wurde bei Meliorationsarbeiten in unterirdische Leitungen gelegt. Aus den südlichen Tälern bei Grange-des-Bois und Aléri fliessen kleine Bäche in die Broyeebene hinunter, die auf einigen Strecken ebenfalls eingedolt sind.
Von der Gemeindefläche entfielen gemäss der Aralstatistik von 1997 acht Prozent auf Siedlungsgebiet, 19 Prozent auf Wald und Gehölze und 73 Prozent auf Landwirtschaftsflächen.
Zu Cugy gehören neben dem Hauptdorf die Ortschaft Vesin (515 m ü. M.), die Weiler Moulin de Glâne (455 m ü. M.) in der Broyeebene an der Petite Glâne und Grange des Bois (525 m ü. M.) auf einem Plateau am Ostrand des Bois des Invuardes sowie einige Einzelhöfe.
Die Nachbargemeinden von Cugy sind Fétigny, Ménières, Les Montets und Estavayer im Kanton Freiburg sowie Payerne im Kanton Waadt.

## Bevölkerung
Mit 1989 Einwohnern (Stand 31. Dezember 2023) gehört Cugy zu den mittelgrossen Gemeinden des Kantons Freiburg. Von den Bewohnern sind 91,8 % französischsprachig, 3,1 % deutschsprachig, und 1,1 % sprechen Italienisch (Stand 2000). Die Bevölkerungszahl von Cugy belief sich 1900 auf 997 Einwohner. Im Verlauf des 20. Jahrhunderts pendelte die Bevölkerungszahl stets im Bereich von 880 bis 980 Einwohnern. Erst seit 1980 (928 Einwohner) wurde ein deutliches Bevölkerungswachstum verzeichnet.

## Wirtschaft
Cugy war bis in die zweite Hälfte des 20. Jahrhunderts ein vorwiegend durch die Landwirtschaft geprägtes Dorf. Noch heute haben der Ackerbau, der Anbau von Tabak sowie die Milchwirtschaft und die Viehzucht einen wichtigen Stellenwert in der Erwerbsstruktur der Bevölkerung. Weitere Arbeitsplätze sind im lokalen Kleingewerbe und im Dienstleistungssektor vorhanden. In der Gemeinde sind heute Betriebe der Baubranche, der Informationstechnologie und feinmechanische Werkstätten vertreten. Cugy ist seit 1959 Sitz des Agri-Centre de la Broye (ACB), einer Landwirtschaftsgenossenschaft des unteren Broyetals. Von 1965 bis 1975 gab es auch eine Zifferblattfabrik. In den letzten Jahrzehnten hat sich das Dorf zu einer Wohngemeinde entwickelt. Viele Erwerbstätige sind deshalb Wegpendler, die hauptsächlich in den Regionen Payerne und Estavayer-le-Lac arbeiten.

## Verkehr
Die Gemeinde ist verkehrsmässig gut erschlossen. Sie liegt an der alten Hauptstrasse von Yverdon-les-Bains nach Payerne (heute Hauptstrasse 186) und berührt im Norden die neue Hauptstrasse von Yverdon-les-Bains über Estavayer-le-Lac nach Payerne (Hauptstrasse 181). In Vesin treffen sich zudem die Hauptstrasse 150 und die Hauptstrasse 185.
Der nächste Anschluss an die Autobahn A1 (Lausanne-Bern), die im Jahr 2001 eröffnet wurde und den Norden des Gemeindegebiets durchquert, befindet sich rund drei km vom Ortskern entfernt am Rand des Gemeindegebiets.
Am 1. Februar 1877 wurde die Eisenbahnlinie von Yverdon nach Payerne mit einem Bahnhof in Cugy in Betrieb genommen. Für die Feinverteilung im öffentlichen Verkehr besteht eine Buslinie der Transports publics Fribourgeois, welche im Rundkurs von Estavayer-le-Lac aus das hügelige Hinterland bedient.

## Geschichte
Das Gemeindegebiet von Cugy war schon früh besiedelt, was durch Funde von Gegenständen aus der Römerzeit belegt ist. Die römische Fernstrasse von Genava (Genf) nach Aventicum (Avenches), deren Traçé heute als Vy d’Etra bekannt ist, erreichte nördlich von Cugy die Broyeebene.
Die Ortschaft ist erstmals in einer Urkunde von Jahr 968 in der Formulierung in villa Cuzziaco erwähnt. Später erschienen die Bezeichnungen Cubizaca, Cubizasca (1079), Cuzei (1142), Cubizacha (1145), Cuzzie (1228), Cugie (1230), Cuzie (1233) und Cugiez (1254). Die Herkunft des Ortsnamens ist nicht eindeutig geklärt. Cugy geht wahrscheinlich auf den lateinischen Beinamen Cupidus zurück; es könnte seinen Ursprung aber auch im keltischen Wortschatz haben.

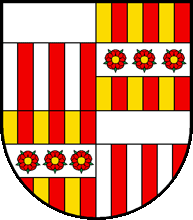
Altes Wappen von Cugy

Das Gebiet um Cugy kam 968 durch eine Schenkung an den Bischof von Lausanne, der hier eine Pfarrei gründete. Auch das Kloster Montheron hatte Grundbesitz auf dem Gemeindegebiet, den es 1230 an das Kloster Hauterive abtrat. Seit dem 12. Jahrhundert stand Cugy unter der Herrschaft eines Seitenzweiges der Herren von Estavayer, der den Namen de Cuzei annahm. Die Herrschaft Cugy, die auch die Orte Vesin, Granges-de-Vesin, Fétigny und Ménières umfasste, kam 1329 als Lehen an die Barone von Montagny und 1477 unter die Herrschaft von Freiburg. Dieses teilte das Dorf 1536, nachdem die Berner das Waadtland erobert hatten, der Vogtei Estavayer zu.
Nach dem Zusammenbruch des Ancien Régime (1798) gehörte Cugy während der Helvetik und der darauf folgenden Zeit zum Bezirk Estavayer und wurde 1848 in den Bezirk Broye eingegliedert. Im Rahmen der seit 2000 vom Kanton Freiburg geförderten Gemeindefusionen wurde die vorher politisch selbständige Gemeinde Vesin mit Wirkung auf den 1. Januar 2005 nach Cugy eingemeindet. Gleichzeitig wurde auch ein neues Gemeindewappen eingeführt.

## Sehenswürdigkeiten

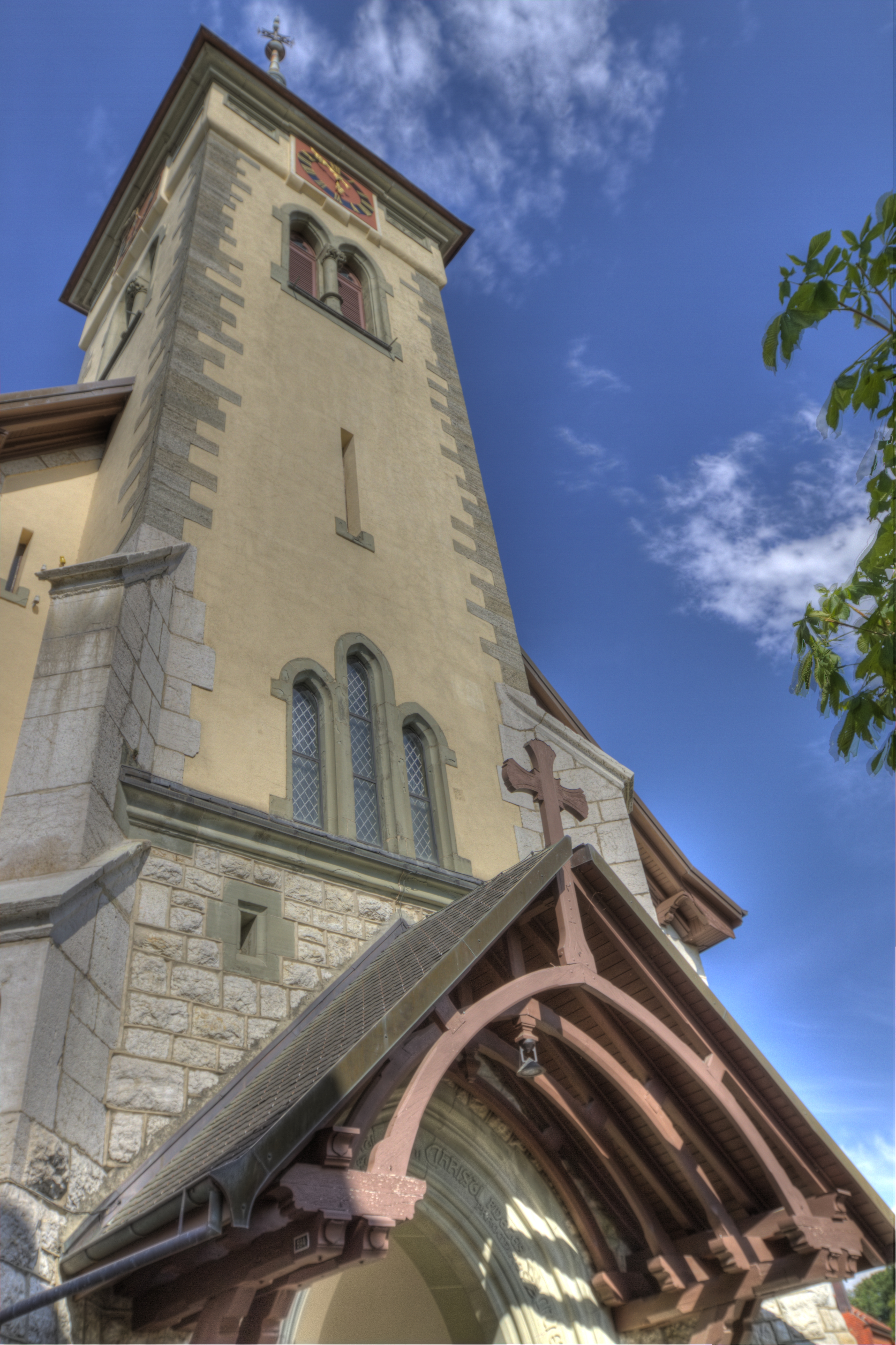
Kirche

Die Pfarrkirche von Cugy wurde im 16. Jahrhundert erbaut und 1906–1907 umgestaltet und vergrössert. Das Dorf besitzt zwei Schlösser: La Cour (Hof) und Le Château (Schloss) aus dem 16. Jahrhundert, in dem heute die Primarschule untergebracht ist. Entlang der Dorfstrasse steht eine Reihe charakteristischer Bauernhäuser aus dem 17. bis 19. Jahrhundert.

## Töchter und Söhne der Gemeinde
- Richard Chassot (* 1970), Ex-Präsident des Schweizer Radsportverbandes Swiss Cycling und ehemaliger Radrennfahrer